# 個人タクシー認可汚職事件
個人タクシー認可汚職事件（こじんタクシーにんかおしょくじけん）とは、アメリカ占領下の沖縄の琉球政府通商産業局を舞台とした汚職事件。

## 事件の概要
1967年に琉球政府通商産業局で個人タクシー免許の認可が行われた。558の枠に約1900人が申請しており「狭き門」であった。同年2月1日より受付が始まったが、免許取得者の発表は大幅に遅れ12月18日にずれ込んだ。
この時点で既に「不正行為があったのではないか」という噂がたっていた。案の定、当日の発表者の中に、交通違反をしていた不良運転者が「合格」で、無事故無違反の優良運転者が「不合格」という事例が、翌1968年年始に判明し、疑獄事件としてマスコミを賑わせた。
琉球警察は慎重に捜査を進めた結果、通商産業局の構造的汚職事件であることが明らかになった。彼らは免許取得者発表直前に「中部謀議」なる会合を開き、合格者の入れ替えを行っていた。そこには政府の有力者も立ち会い、自分が推薦した者の合否を確認していた。
政府首脳は警察に圧力を加えたが、当時の新垣淑重警察本部長は圧力に屈せず、続々と贈収賄者を摘発していった。
当時、通商産業局長を兼務していた小渡三郎行政副主席は責任を取り4月4日に辞任したが、司直の手は彼にも及び、4月24日に逮捕された。
最終的にこの事件で121人が検挙された。

## 捜査の経緯
- 1968年1月21日 - 琉球警察において、極秘裏に特別捜査本部を設置。
- 1968年3月4日 - 第1次一斉家宅捜索。通産局陸運課業務係長・中部個人タクシー協会事務局長ら3人を逮捕。
- 1968年3月9日 - 第2次一斉家宅捜索。
- 1968年3月14日 - 陸運課監察係長を逮捕。
- 1968年3月21日 - 第2次一斉家宅捜索。贈賄側4人を逮捕。
- 1968年4月4日 - 小渡三郎、行政副主席・通産局長を辞任。
- 1968年4月8日 - 小渡三郎の実弟ら3人を逮捕。
- 1968年4月18日 - 陸運課長を逮捕。
- 1968年4月24日 - 小渡三郎を逮捕。
- 1968年7月22日 - 小渡ら43人を起訴。

## 事件が与えた影響
前行政副主席が逮捕されるという不祥事は与党に大打撃を与え、同年11月に行われた行政主席選挙で野党候補だった屋良朝苗に敗れ去る要因にもなった。